# Allium rhetoreanum
Allium rhetoreanum là một loài thực vật có hoa trong họ Amaryllidaceae. Loài này được Nábelek mô tả khoa học đầu tiên năm 1929.